# Willi Heidel
Willi Heidel, nemško-romunski rokometaš, * 28. februar 1916, Hermannstadt (Sibiu), Avstro-Ogrska, † 20. september 2008, Lohhof, Nemčija.
Leta 1936 je na poletnih olimpijskih igrah v Berlinu v sestavi romunske rokometne reprezentance osvojil peto mesto.